# Alice Cheramy
Alice Cheramy (née le 26 avril 1907 à Farciennes et morte le 11 janvier 2007 à Woluwe-Saint-Lambert) joue un rôle important dans la Résistance belge durant la Seconde Guerre mondiale, au sein du réseau Clarence. Par la suite, elle reste engagée politiquement, notamment dans le mouvement de soutien au roi Léopold III et en faveur de l'OTAN. Originaire d'un milieu modeste, elle est domestique mais elle côtoie les personnalités parmi les plus importantes du monde politique belge, y compris le Roi. Avec discrétion mais efficacité elle occupe des positions importantes dans les mouvements qui soutiennent ses convictions royalistes et conservatrices. 

## Biographie
Alice Hortense Cheramy est née à Farciennes le 26 avril 1907 dans une famille modeste. Son père, mineur, meurt alors qu'elle n'a que sept ans. Sa mère se remarie avec un journalier alcoolique et brutal. 
Elle travaille comme servante et se marie en 1925 avec un mineur mais le couple semble rapidement se séparer de fait puisque, dès 1930 elle se déclare "célibataire" tout en restant officiellement mariée jusqu'au décès de son époux en 1960.
Avant la Seconde Guerre mondiale, elle travaille comme servante, puis comme gouvernante à Anvers et Montana, des enfants de Marthe Cols. En 1938 elle est la gouvernante du frère de Marthe Cols, Ludovic Cols et de son épouse Yvonne Meeûs
Au printemps 1940, au moment de l'invasion de la Belgique par l'armée allemande, elle accompagne la famille Cols dans sa fuite vers le sud-ouest de la France. Lorsque le couple se sépare quelques mois plus tard, Alice Cheramy revient à Bruxelles avec Yvonne Meeûs et les quatre enfants et s'installe avec eux à Ixelles. Elle reste à leur service jusqu'au décès d'Yvonne Meeûs en 1990.

### Action dans la Résistance
En juin 1943, Alice Cheramy est recrutée pour le service de renseignements Clarence. Sous le nom de code Mireille, elle est chargée d’assurer les liaisons et le transport des courriers dans la province du Brabant. Après la guerre, son chef, Franz Leemans, fait un rapport élogieux sur son comportement, insistant sur son dévouement, son courage, sa résistance et son efficacité. Il rapporte que, malgré des situations parfois délicates, elle a toujours réussi, grâce à son habileté et à son sang-froid, à s’en tirer indemne et à acheminer les documents qu’elle avait en charge. Elle obtient le statut d’agent auxiliaire de première classe sur proposition du chef du réseau Clarence, Hector Demarque, en juin 1946.
Alice Cheramy est démobilisée le 15 septembre 1944.

### Action en faveur du roi Léopold III
A la libération de la Belgique, la régence est confiée par le Parlement au prince Charles mais le roi Léopold III souhaite rentrer en Belgique et retrouver son trône. La Question royale divise le pays, parfois violemment. 
On retrouve Alice Cheramy comme membre du groupement de résistants post-guerre, Résistants Fidèles au Roi.
En décembre 1945, elle rejoint le Mouvement Léopold en faveur du retour du roi. Ce mouvement est une émanation de l'ancien réseau Clarence. Le dirigeant officiel en est Franz Leemans, le chef d'Alice Cheramy dans le réseau Clarence et en lien étroit avec Paul van Zeeland, considéré par certains, dont Francois Drion du Chapois comme le dirigeant occulte du mouvement . Alice Cheramy joue rapidement un rôle important dans l'organisation, participe à l'organisation du congrès qui a lieu le 23 novembre 1947 au Heysel pour une solution au problème royal, coordonne les visites au roi, organise des collectes de signatures pour demander au gouvernement de faire cesser l'impossibilité de régner de Léopold III et, forte de son expérience de résistante, collecte des informations sur les agissements des opposants au roi,,.
L'abdication du roi Léopold le 16 juillet 1951 provoque la colère des léopoldistes. Alice Cheramy lance, en août 1950, avec les soutiens les plus fervents du roi Léopold III, un Rassemblement des patriotes. Mais, après cet ultime manifestation de soutien, son action et celle du Mouvement Léopold se limite à manifester son soutien à la famille royale,.

### Autres engagements politiques
En 1948, la Sûreté de l’État lui propose d'organiser, dans le cadre du mouvement Léopold, un réseau stay-behind destiné à préparer le pays à une éventuelle invasion soviétique. Ce qu'elle accepte pour autant que son service fonctionne dans un cadre belge et non américain,.
L'indépendance du Congo en 1960 entraîne une crise politique et une mise en question du fonctionnement de l’État. Paul van Zeeland, ancien ministre des Affaires étrangères demande à Alice Cheramy de réunir un certain nombre de personnalités qui lui sont proches pour réfléchir à une réforme des institutions parlementaires. Ce groupe se réunit à plusieurs reprises pour définir un programme anti-parlementaire, royaliste et ultra-libéral hostile aux partis politiques traditionnels, et tenter de faire élire des candidats partageant ces idées. Selon Fabrice Maerten du Centre d'études guerre et société (Cegesoma), Alice Cheramy aurait été la cheville ouvrière de ce groupe.
En mars 1962, Alice Cheramy intègre l’Association atlantique belge (AAB) qui vise à promouvoir l'OTAN auprès de la population belge. L'Association Atlantique Belge est membre de l'Association du Traité de l'Atlantique. Paul-Henri Spaak, Paul van Zeeland, Arthur Gilson et Jean Rey.  D'abord membre du conseil d’administration et présidente de la section des groupements régionaux, elle en devient l'année suivante la secrétaire générale jusqu'en novembre 1987,.
Alice Cheramy décède le 11 janvier 2007 à Woluwe-Saint-Lambert à trois mois du centenaire de sa naissance. 
D'après Fabrice Maerten, Alice Cheramy n'a jamais été rémunérée pour son travail de gouvernante, bien que la famille Cols l'ait soutenue dans son grand âge, et l'origine de ses ressources financières reste un mystère. De même certaines de ses activités durant la guerre froide et son rôle précis au sein du Mouvement national sont mal connus,. 